# Veidekke
Veidekke är ett skandinaviskt bygg- och fastighetsföretag med huvudkontor i Oslo. Veidekke etablerades 1936 och noterades på Oslo Børs 1986. 
Veidekke har omkring 6 300 anställda i Skandinavien. I Norge omfattar Veidekkekoncernen tre divisioner: Veidekke Entreprenør AS, Veidekke Eiendom AS och Veidekke Industri AS. Veidekke brukar samtidigt driva 700-800 byggprojekt i Skandinavien.
I Sverige verkar dotterbolaget Veidekke Sverige AB och i Danmark Hoffmann A/S.
Bland Veidekkes mer kända byggnadsverk märks operahuset i Oslo, Hardangerbron och den nya Holmenkollbacken.

## Historia
Veidekke räknar sitt ursprung från 1863 i Danmark (H. Hoffmann & Sønner) och från 1896 i Norge (Høyer Ellefsen). Bolaget Veidekke stiftades den 6 februari 1936 av Nico S. Beer og Gustav Piene d.y, men verksamheten lades ned under kriget. Nystarten efter kriget kom 1948 med utbyggnaden av landningsbanor vid Stavangers flygplats Sola. Bland övriga projekt under efterkrigstiden kan nämnas vägbyggen i Afrika och utbyggnad av vattenkraftverk och annan infrastruktur i Norge. 
På 1980-talet beslöt Veidekke att utveckla bolaget till en rikstäckande entreprenör. Genom övertagande, fusioner och nyetableringar har över 60 företag införlivats sedan 1982. 